# Élections générales espagnoles d'avril 2019 dans la Communauté valencienne
Les élections générales espagnoles d'avril 2019 (en espagnol : Elecciones generales de España de abril de 2019) se sont tenues le dimanche 28 avril 2019 afin d'élire les 350 députés et 208 des 266 sénateurs de la XIIIe législature des Cortes Generales. 32 députés sont élus dans la Communauté valencienne (un député de moins que lors du dernier scrutin).

## Résultats
| Parti                  | Parti                                                   | Voix      | %     | +/-   | Sièges | +/-           |  |
| ---------------------- | ------------------------------------------------------- | --------- | ----- | ----- | ------ | ------------- |  |
|                        | Parti socialiste ouvrier espagnol (PSOE)                | 746 486   | 27,78 | 6,99  | 10     | 4             |  |
|                        | Parti populaire (PP)                                    | 498 680   | 18,56 | 16,88 | 7      | 6             |  |
|                        | Ciudadanos (Cs)                                         | 483 068   | 17,98 | 3,02  | 6      | 1             |  |
|                        | Unidas Podemos (UP)                                     | 382 798   | 14,24 | 11,20 | 5      | 4             |  |
|                        | Vox                                                     | 322 870   | 12,01 | 11,78 | 3      | 3             |  |
|                        | Coalition Compromís (BNV-IdPV-VerdsEquo)                | 173 821   | 6,47  | N/A   | 1      | 1             |  |
|                        | Parti animaliste contre la maltraitance animale (PACMA) | 37 286    | 1,39  | 0,13  | 0      | en stagnation |  |
|                        | En avant-Les Verts (Adelante-LV)                        | 7 332     | 0,27  | 0,15  | 0      | en stagnation |  |
|                        | Valenciens en mouvement (SOM)                           | 4 473     | 0,17  | 0,09  | 0      | en stagnation |  |
|                        | Gauche républicaine du Pays valencien (ERPV)            | 4 236     | 0,16  | Abs.  | 0      | en stagnation |  |
|                        | Recortes Cero-Grupo Verde (RC-GV)                       | 3 976     | 0,15  | 0,03  | 0      | en stagnation |  |
|                        | Parti communiste des peuples d'Espagne (PCPE)           | 3 216     | 0,12  | 0,02  | 0      | en stagnation |  |
|                        | Autres partis                                           | 1 497     | 0,06  | -     | 0      | -             |  |
|                        | Vote blanc                                              | 17 679    | 0,66  | 0,07  |        |               |  |
|                        |                                                         |           |       |       |        |               |  |
| Suffrages exprimés     | Suffrages exprimés                                      | 2 687 418 | 98,92 |       |        |               |  |
| Votes nuls             | Votes nuls                                              | 29 361    | 1,08  |       |        |               |  |
| Total                  | Total                                                   | 2 716 779 | 100   | -     | 32     | 1             |  |
| Abstention             | Abstention                                              | 940 419   | 25,71 |       |        |               |  |
| Inscrits/Participation | Inscrits/Participation                                  | 3 657 198 | 74,29 |       |        |               |  |

### Résultats par provinces

#### Alicante
| Parti                  | Parti                                                   | Voix      | %     | +/-   | Sièges | +/-           |  |
| ---------------------- | ------------------------------------------------------- | --------- | ----- | ----- | ------ | ------------- |  |
|                        | Parti socialiste ouvrier espagnol (PSOE)                | 259 404   | 28,27 | 6,85  | 4      | 2             |  |
|                        | Parti populaire (PP)                                    | 179 056   | 19,52 | 18,14 | 3      | 2             |  |
|                        | Ciudadanos (Cs)                                         | 177 691   | 19,37 | 3,54  | 2      | en stagnation |  |
|                        | Unidas Podemos (UP)                                     | 127 615   | 13,91 | 8,17  | 2      | 1             |  |
|                        | Vox                                                     | 115 249   | 12,56 | 12,33 | 1      | 1             |  |
|                        | Coalition Compromís (Compromís)                         | 31 030    | 3,38  | N/A   | 0      | en stagnation |  |
|                        | Parti animaliste contre la maltraitance animale (PACMA) | 12 982    | 1,41  | 0,20  | 0      | en stagnation |  |
|                        | En avant-Les Verts (Adelante-LV)                        | 3 183     | 0,35  | 0,01  | 0      | en stagnation |  |
|                        | Recortes Cero-Grupo Verde (RC-GV)                       | 1 527     | 0,17  | 0,02  | 0      | en stagnation |  |
|                        | Parti communiste des peuples d'Espagne (PCPE)           | 1 345     | 0,15  | 0,03  | 0      | en stagnation |  |
|                        | Gauche républicaine du Pays valencien (ERPV)            | 1 221     | 0,13  | Abs.  | 0      | en stagnation |  |
|                        | Parti libertarien (P-LIB)                               | 973       | 0,11  | 0,06  | 0      | en stagnation |  |
|                        | Vote blanc                                              | 6 222     | 0,68  | 0,13  |        |               |  |
|                        |                                                         |           |       |       |        |               |  |
| Suffrages exprimés     | Suffrages exprimés                                      | 917 498   | 98,91 |       |        |               |  |
| Votes nuls             | Votes nuls                                              | 10 154    | 1,09  |       |        |               |  |
| Total                  | Total                                                   | 927 652   | 100   | -     | 12     | en stagnation |  |
| Abstention             | Abstention                                              | 345 276   | 27,12 |       |        |               |  |
| Inscrits/Participation | Inscrits/Participation                                  | 1 272 928 | 72,88 |       |        |               |  |

#### Castellón
| Parti                  | Parti                                                   | Voix    | %     | +/-   | Sièges | +/-           |  |
| ---------------------- | ------------------------------------------------------- | ------- | ----- | ----- | ------ | ------------- |  |
|                        | Parti socialiste ouvrier espagnol (PSOE)                | 92 379  | 29,48 | 7,40  | 2      | 1             |  |
|                        | Parti populaire (PP)                                    | 63 756  | 20,34 | 15,34 | 1      | 1             |  |
|                        | Ciudadanos (Cs)                                         | 51 017  | 16,28 | 1,53  | 1      | en stagnation |  |
|                        | Unidas Podemos (UP)                                     | 43 656  | 13,93 | 10,23 | 1      | en stagnation |  |
|                        | Vox                                                     | 37 551  | 11,98 | 11,74 | 0      | en stagnation |  |
|                        | Coalition Compromís (Compromís)                         | 16 713  | 5,33  | N/A   | 0      | en stagnation |  |
|                        | Parti animaliste contre la maltraitance animale (PACMA) | 3 381   | 1,08  | 0,08  | 0      | en stagnation |  |
|                        | Gauche républicaine du Pays valencien (ERPV)            | 859     | 0,27  | Abs.  | 0      | en stagnation |  |
|                        | En avant-Les Verts (Adelante-LV)                        | 586     | 0,19  | Nv.   | 0      | en stagnation |  |
|                        | Recortes Cero-Grupo Verde (RC-GV)                       | 341     | 0,11  | 0,08  | 0      | en stagnation |  |
|                        | Parti communiste des peuples d'Espagne (PCPE)           | 329     | 0,10  | 0,03  | 0      | en stagnation |  |
|                        | Pour un monde + juste (PUM+J)                           | 302     | 0,10  | Nv.   | 0      | en stagnation |  |
|                        | Phalange espagnole (FE-JONS)                            | 222     | 0,07  | 0,09  | 0      | en stagnation |  |
|                        | Vote blanc                                              | 2 301   | 0,73  | 0,04  |        |               |  |
|                        |                                                         |         |       |       |        |               |  |
| Suffrages exprimés     | Suffrages exprimés                                      | 313 393 | 98,77 |       |        |               |  |
| Votes nuls             | Votes nuls                                              | 3 909   | 1,23  |       |        |               |  |
| Total                  | Total                                                   | 317 302 | 100   | -     | 5      | en stagnation |  |
| Abstention             | Abstention                                              | 102 412 | 24,40 |       |        |               |  |
| Inscrits/Participation | Inscrits/Participation                                  | 419 714 | 75,60 |       |        |               |  |

#### Valence
| Parti                  | Parti                                                   | Voix      | %     | +/-           | Sièges | +/-           |  |
| ---------------------- | ------------------------------------------------------- | --------- | ----- | ------------- | ------ | ------------- |  |
|                        | Parti socialiste ouvrier espagnol (PSOE)                | 394 703   | 27,10 | 6,97          | 4      | 1             |  |
|                        | Parti populaire (PP)                                    | 255 868   | 17,57 | 16,45         | 3      | 3             |  |
|                        | Ciudadanos (Cs)                                         | 254 360   | 17,46 | 2,98          | 3      | 1             |  |
|                        | Unidas Podemos (UP)                                     | 211 527   | 14,52 | 13,25         | 2      | 3             |  |
|                        | Vox                                                     | 170 070   | 11,68 | 11,44         | 2      | 2             |  |
|                        | Coalition Compromís (Compromís)                         | 126 078   | 8,66  | N/A           | 1      | 1             |  |
|                        | Parti animaliste contre la maltraitance animale (PACMA) | 20 923    | 1,44  | 0,10          | 0      | en stagnation |  |
|                        | Valenciens en mouvement (SOM)                           | 4 473     | 0,31  | 0,09          | 0      | en stagnation |  |
|                        | En avant-Les Verts (Adelante-LV)                        | 3 563     | 0,24  | Nv.           | 0      | en stagnation |  |
|                        | Gauche républicaine du Pays valencien (ERPV)            | 2 156     | 0,15  | Abs.          | 0      | en stagnation |  |
|                        | Recortes Cero-Grupo Verde (RC-GV)                       | 2 108     | 0,14  | 0,07          | 0      | en stagnation |  |
|                        | Parti communiste des peuples d'Espagne (PCPE)           | 1 542     | 0,11  | en stagnation | 0      | en stagnation |  |
|                        | Vote blanc                                              | 9 156     | 0,63  | 0,03          |        |               |  |
|                        |                                                         |           |       |               |        |               |  |
| Suffrages exprimés     | Suffrages exprimés                                      | 1 456 527 | 98,96 |               |        |               |  |
| Votes nuls             | Votes nuls                                              | 15 298    | 1,04  |               |        |               |  |
| Total                  | Total                                                   | 1 471 825 | 100   | -             | 15     | 1             |  |
| Abstention             | Abstention                                              | 492 731   | 25,08 |               |        |               |  |
| Inscrits/Participation | Inscrits/Participation                                  | 1 964 556 | 74,92 |               |        |               |  |